# 八橋本町
八橋本町（やばせほんちょう）は秋田県秋田市にある町。八橋本町一丁目から八橋本町六丁目までの6町が存在する。郵便番号は010-0973。住居表示実施済み地区。

## 地理
秋田市の中央部、八橋地域の中でも中央部に位置する。旧羽州街道に沿って古くからの住宅・商店が立ち並ぶほか、日吉八幡神社など寺社も多い。北部は新興住宅地である。南部は八橋運動公園に隣接しており、グリーンサンドコート（テニスコート）は地区としての八橋運動公園からはみ出して八橋本町二丁目に所在する。また、草生津川右岸の六丁目は国道7号（秋田北バイパス）にも面している。北西は寺内蛭根一丁目・八橋大道東、北は八橋田五郎（一丁目・二丁目）・八橋三和町、北東は八橋新川向、東は高陽青柳町、南東は山王一丁目、南は八橋運動公園、南西は八橋南（一丁目・二丁目）・川尻町字大川反、西は八橋字下八橋に接する。

### 河川
- 草生津川

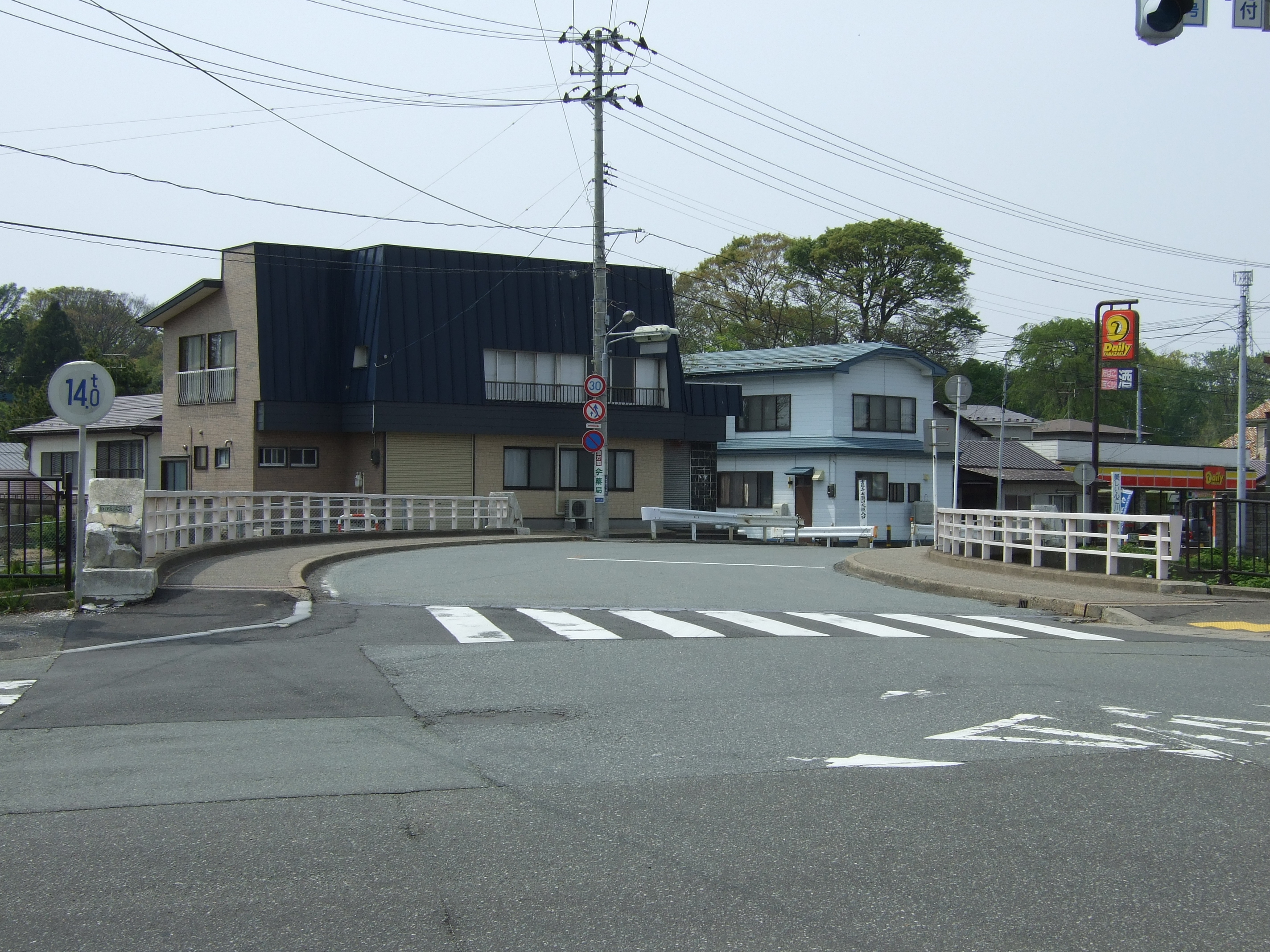
草生津川に架かる面影橋

## 歴史

### 沿革
- 1982年（昭和57年）5月1日 - 住居表示実施に伴い、八橋本町一丁目 - 八橋本町五丁目の5町が設置される。
- 1984年（昭和59年）3月 - グリーンサンドコートが建設される[3]。
- 1985年（昭和60年） - 第2回市民に親しまれる道路愛称にて秋田市道川尻総社線の愛称が「けやき通り」となる[4]。
- 2002年（平成14年）9月30日 - 住居表示実施に伴い、八橋本町六丁目が設置される。
- 2010年（平成22年）8月19日 - 第10回市民に親しまれる道路愛称にて秋田市道臨海新川向線の愛称が「八橋大通り」となる[4][5]。

### 町名の変遷
以下はすべて住居表示実施に伴う変更。
| 実施後         | 実施年月日      | 実施前（各字名ともその一部）             |
| -------------- | --------------- | ---------------------------------------- |
| 八橋本町一丁目 | 昭和57年5月1日  | 八橋字一里塚 やばせ あざいちりづか       |
| 八橋本町一丁目 | 昭和57年5月1日  | 八橋字片田添 やばせ あざかただぞえ       |
| 八橋本町一丁目 | 昭和57年5月1日  | 八橋字八橋 やばせ あざやばせ             |
| 八橋本町二丁目 | 昭和57年5月1日  | 八橋字戌川原 やばせ あざいぬかわら       |
| 八橋本町二丁目 | 昭和57年5月1日  | 八橋字八橋 やばせ あざやばせ             |
| 八橋本町三丁目 | 昭和57年5月1日  | 保戸野字新川向 ほどの あざしんかわむかい |
| 八橋本町三丁目 | 昭和57年5月1日  | 八橋字一里塚 やばせ あざいちりづか       |
| 八橋本町三丁目 | 昭和57年5月1日  | 八橋字田五郎 やばせ あざたごろう         |
| 八橋本町三丁目 | 昭和57年5月1日  | 八橋字八橋 やばせ あざやばせ             |
| 八橋本町四丁目 | 昭和57年5月1日  | 八橋字一里塚 やばせ あざいちりづか       |
| 八橋本町四丁目 | 昭和57年5月1日  | 八橋字田五郎 やばせ あざたごろう         |
| 八橋本町四丁目 | 昭和57年5月1日  | 八橋字八橋 やばせ あざやばせ             |
| 八橋本町五丁目 | 昭和57年5月1日  | 八橋字田五郎 やばせ あざたごろう         |
| 八橋本町五丁目 | 昭和57年5月1日  | 八橋字八橋 やばせ あざやばせ             |
| 八橋本町六丁目 | 平成14年9月30日 | 八橋字大道東 やばせ あざだいどうひがし   |
| 八橋本町六丁目 | 平成14年9月30日 | 八橋字下八橋 やばせ あざしもやばせ       |

## 世帯数と人口
2020年(令和2年)10月1日現在の世帯数と人口は以下の通りである。
| 丁目           | 世帯数    | 人口    |
| -------------- | --------- | ------- |
| 八橋本町一丁目 | 81世帯    | 150人   |
| 八橋本町二丁目 | 186世帯   | 380人   |
| 八橋本町三丁目 | 476世帯   | 888人   |
| 八橋本町四丁目 | 402世帯   | 745人   |
| 八橋本町五丁目 | 174世帯   | 338人   |
| 八橋本町六丁目 | 144世帯   | 259人   |
| 計             | 1,463世帯 | 2,760人 |

## 交通

### 鉄道
地区内に鉄道は通っていない。最寄り駅は泉菅野二丁目にあるJR東日本奥羽本線泉外旭川駅。

### バス
- 秋田中央交通
  - 系統131｜通町・寺内経由将軍野線
    - 球技場前 - 八橋 - 面影橋（秋田県道56号秋田天王線側）

  - 系統120｜寺内経由土崎線（飯島北発着）
  - 系統121｜寺内経由土崎線（土崎駅前発着）
  - 系統133｜サンパーク・県庁経由将軍野線
  - 系統230｜泉八橋環状線（泉回り） - 平日のみ
  - 系統231｜泉八橋環状線（八橋回り） - 平日のみ
    - 面影橋（秋田市道外旭川新川線側）

  - 系統145｜臨海営業所線
  - 系統146｜県立プール線
  - 系統147｜県立プール線（スケート場経由）
  - 系統350｜仁別リゾート公園線（クアドーム・ザ・ブーン発着）
  - 系統352｜仁別リゾート公園線（森林学習館前発着） - 平日のみ
  - 系統360｜秋田温泉線（秋田駅西口経由） - 平日のみ
  - 系統363｜秋田温泉線（蓬田上丁発臨海営業所行） - 平日のみ
    - 市立体育館前

廃止されたバス
- 秋田中央交通
  - 系統233｜泉山王環状線
    - 秋田テレビ前 - 八橋本町

### 道路
- 国道7号（秋田北バイパス）
- 秋田市道土崎保戸野線（旧羽州街道、旧国道）
  - 面影橋
- 秋田市道川尻総社線（けやき通り）
- 秋田市道臨海新川向線（八橋大通り）
- 秋田市道外旭川新川線

## 施設

### 八橋本町一丁目

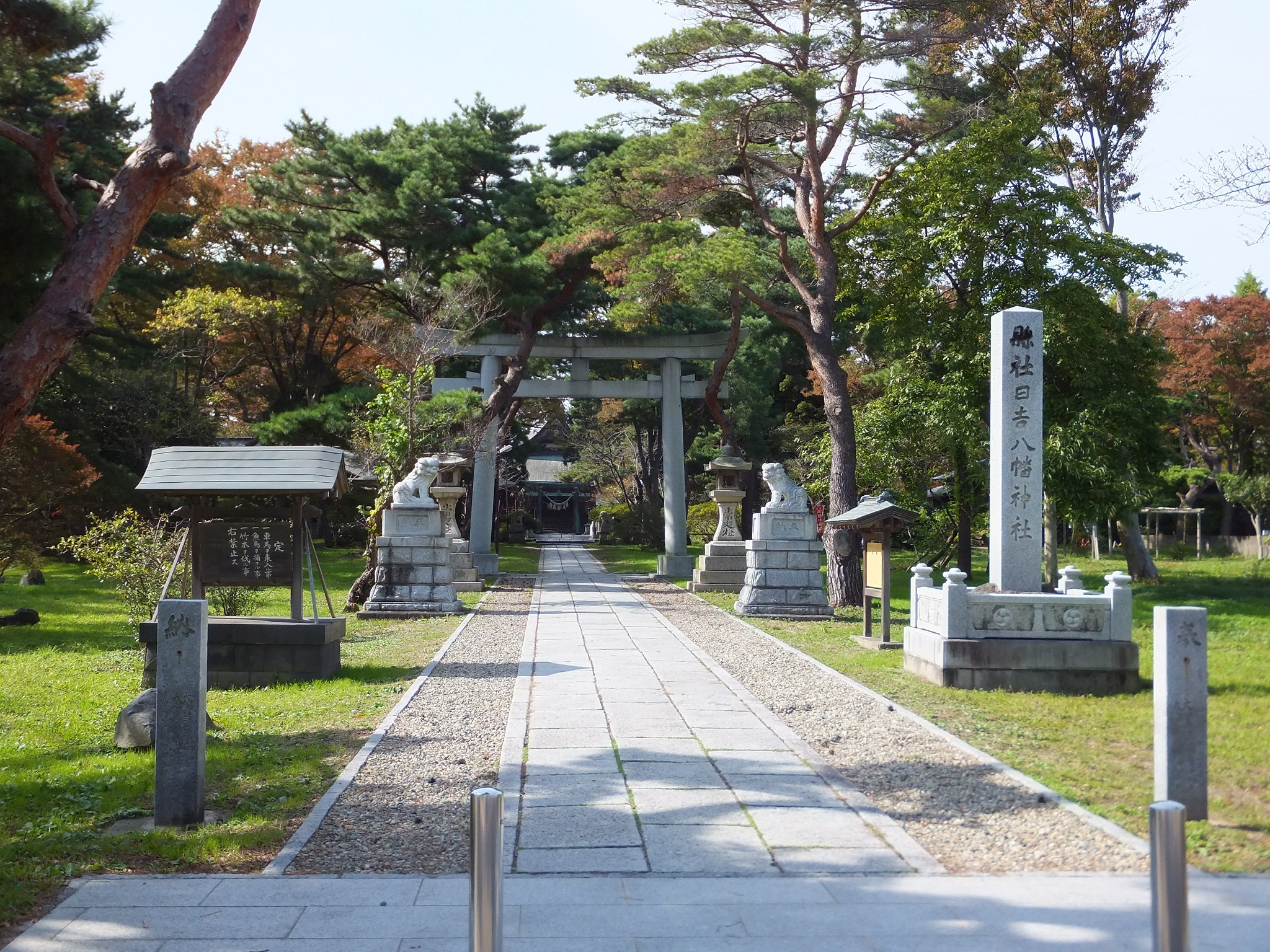
日吉八幡神社
- 秋田市老人いこいの家八橋

- 日吉八幡神社

### 八橋本町二丁目
- 八橋運動公園グリーンサンドコート
- 玉の井稲荷神社
- 帰命寺
- 佐々木義肢製作所秋田支店
- たつやデンタルクリニック

### 八橋本町三丁目

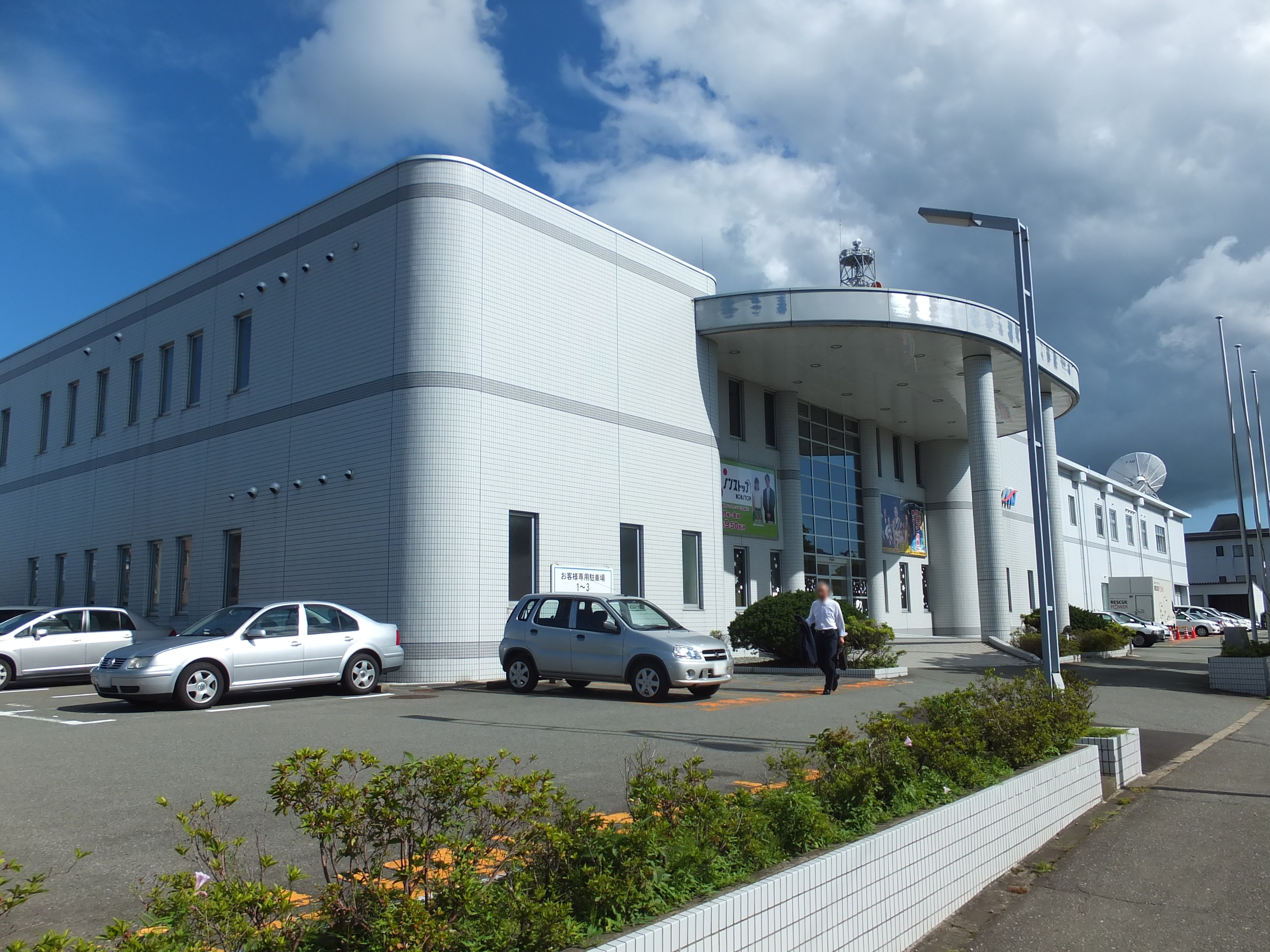
秋田テレビ本社
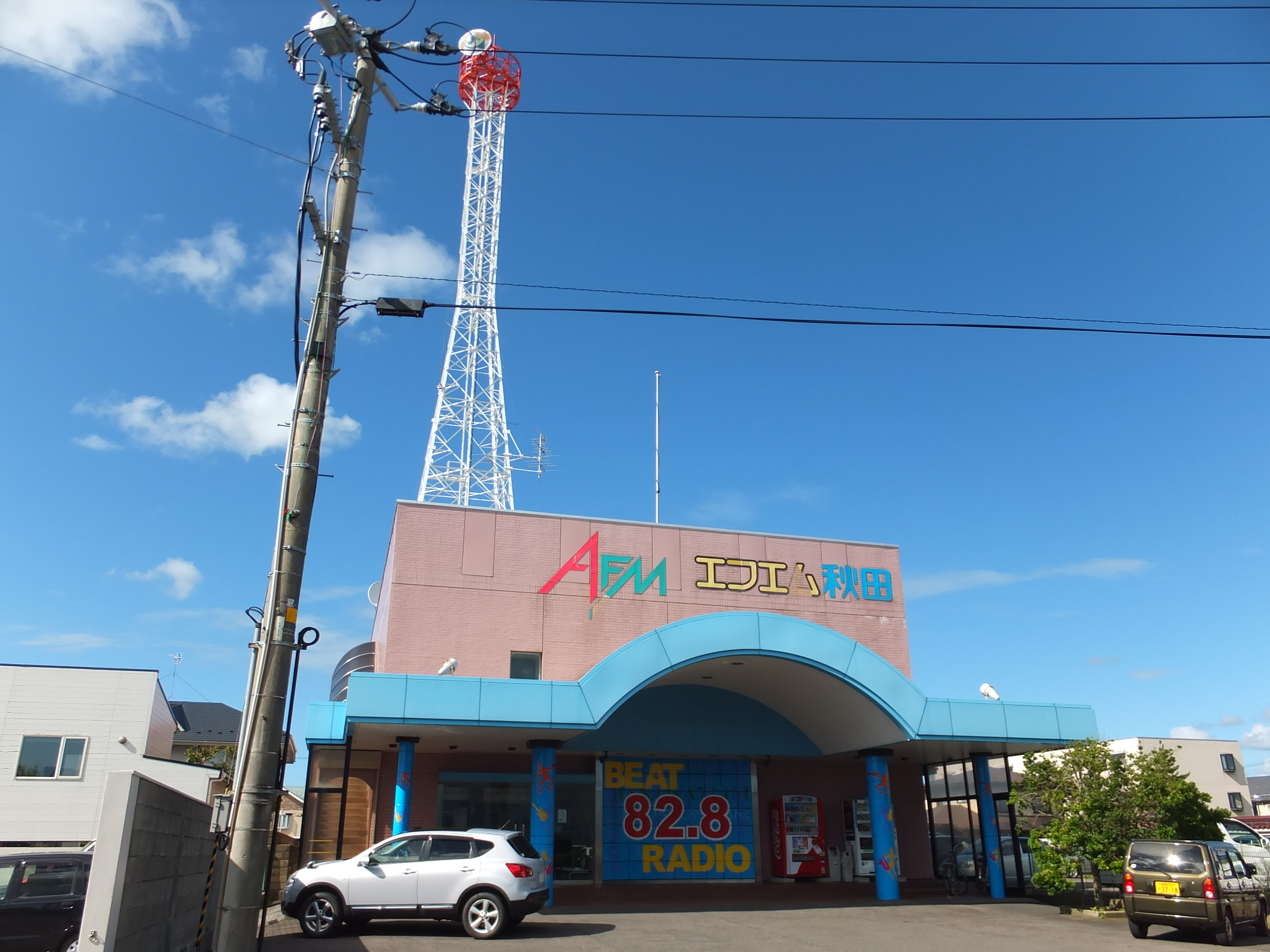
エフエム秋田本社
- 秋田銀行八橋支店
- 北都銀行秋田西支店
- タイヤ館秋田
- むつみワールド本社
- 西松屋秋田八橋店
- ファミリーマート秋田八橋本町店
- ローソン秋田山王けやき通り店
- メガネの平川アウトレット八橋店
- 宝石・時計・メガネのコバヤシ
- 宇佐美ドライクリーニング本社・本店
- ノーリツ秋田営業所
- 三甲東北支店秋田営業所
- 本荘電気工業本社
- あきた結いネット
- 中込内科医院
- けやき通り歯科医院

- 秋田テレビ本社
- エフエム秋田本社

### 八橋本町四丁目
- 菅原神社
- 不動院

### 八橋本町五丁目
- 秋田市八橋地区コミュニティセンター
- やばせ内科クリニック
- かん眼科

### 八橋本町六丁目

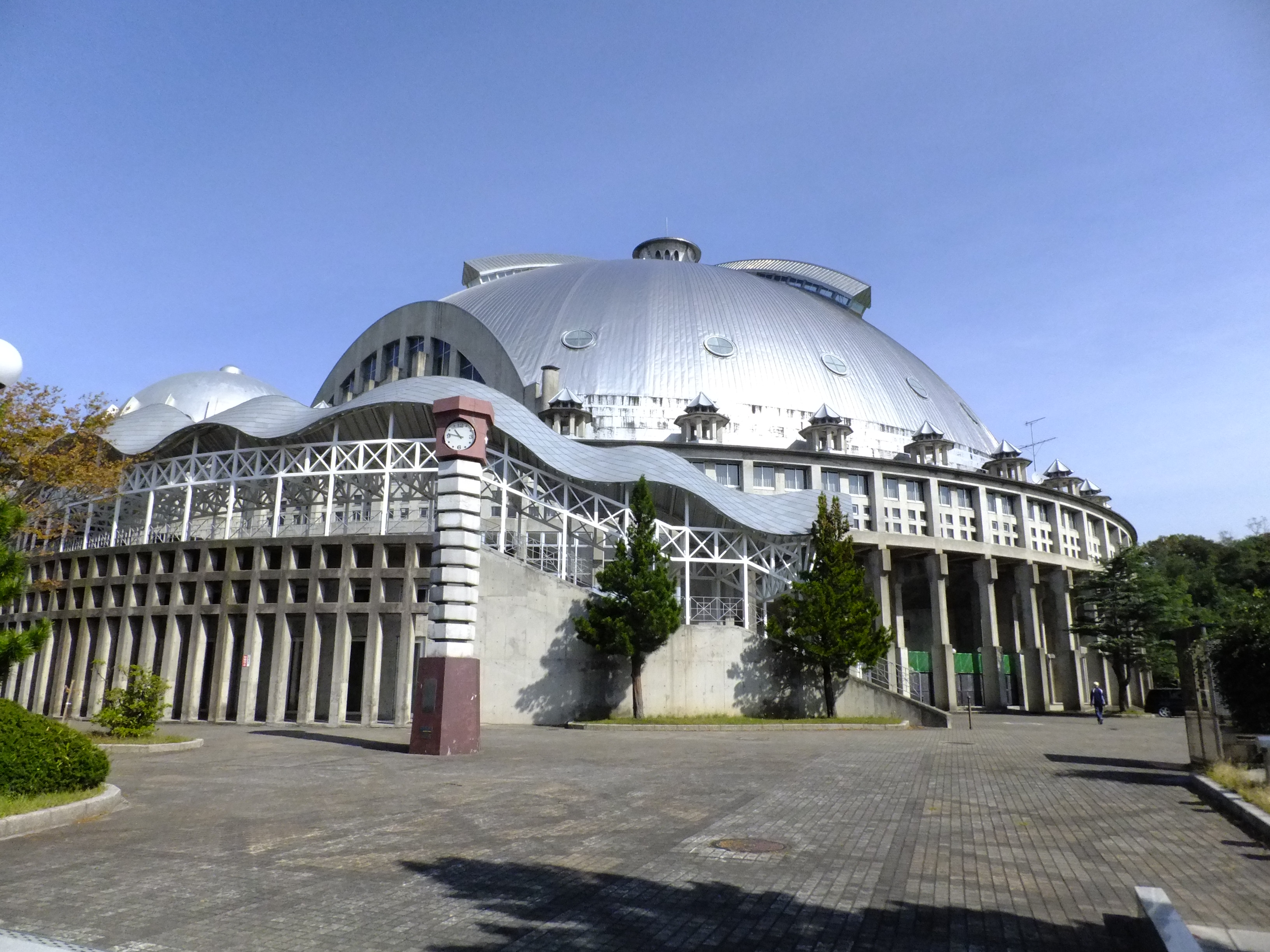
秋田市立体育館
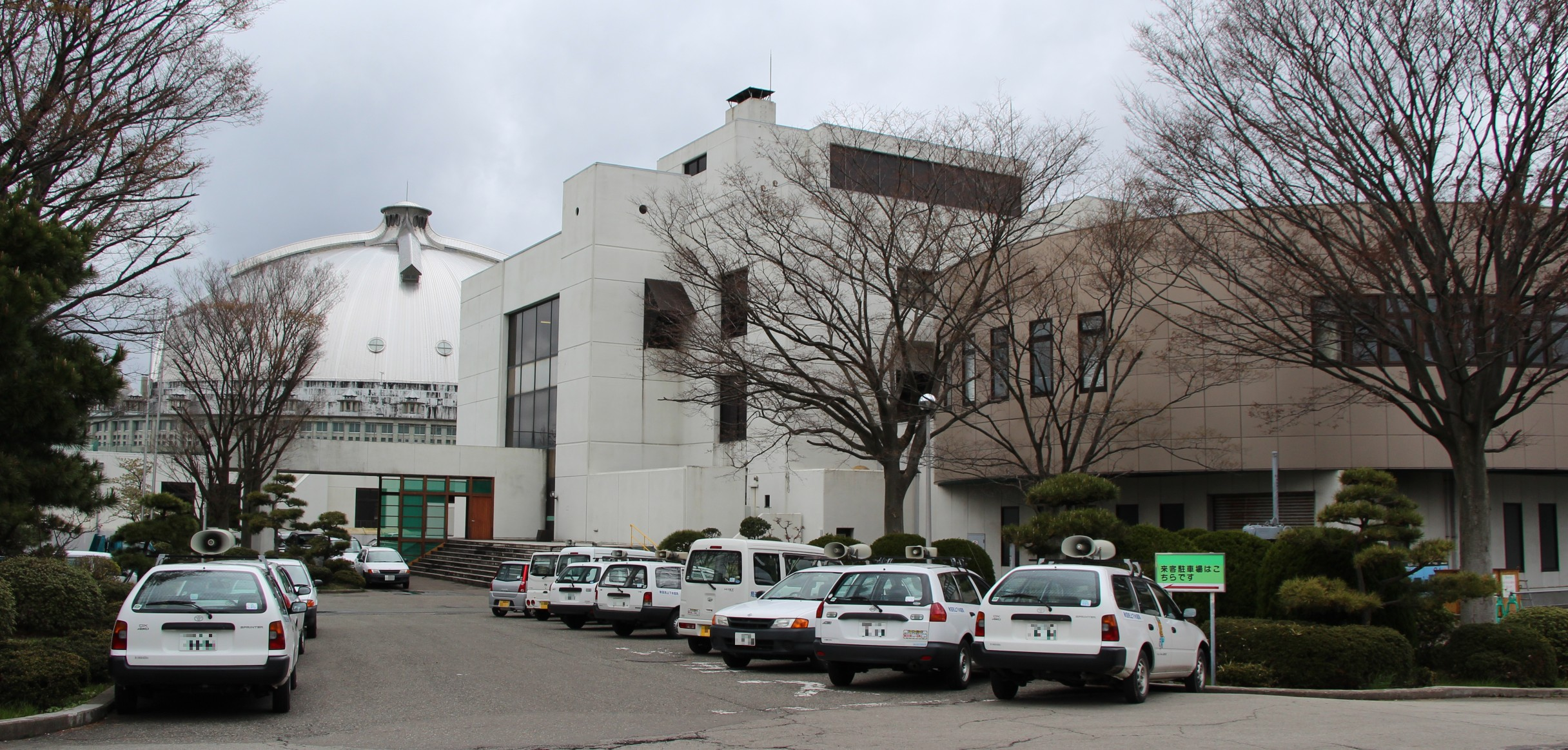
秋田市上下水道局八橋庁舎
- 秋田市八橋別館
- 秋田少年鑑別所
- 八橋郵便局
- 宝塔寺
- 全良寺
- 大内旅館
- トクミツ建築企画

- 秋田市立体育館
- 秋田市上下水道局八橋庁舎

### かつてあった施設

#### 八橋本町一丁目
- 道川土人形店（八橋人形販売店）
- ビジネス旅館八橋楼

#### 八橋本町二丁目
- 旅館宝来閣